# Dr Nozman
 (décembre 2022).
Si vous disposez d'ouvrages ou d'articles de référence ou si vous connaissez des sites web de qualité traitant du thème abordé ici, merci de compléter l'article en donnant les références utiles à sa vérifiabilité et en les liant à la section « Notes et références ».
Germain O'Livry, dit Dr Nozman, né le 2 janvier 1990 à Rennes (Ille-et-Vilaine), et qui a grandi dans les Côtes-d'Armor à Plouha (Bréhec), est un vidéaste français. Il est connu pour ses vidéos et vlogs de vulgarisation scientifiques et de découvertes d'objets étonnants. Avec plus de 4,8 millions d'abonnés, il est le vulgarisateur scientifique francophone ayant le plus grand nombre d'abonnés sur YouTube. En outre, il cumule plus de 1,7 million d'abonnés sur TikTok et plus de 950 000 sur Instagram.

## Biographie
Dès 2009, sous le pseudonyme de Nozman, il crée une chaîne YouTube destinée aux jeux vidéo : il joue avec ses amis et publie ses sessions de jeux sur YouTube.
Le pseudonyme "Nozman" s'inspire de l'anglais (« man » signifie « homme ») et du breton (« noz » désigne la nuit).
En 2011, le personnage du savant « Dr Nozman » voit le jour quand Germain O'Livry crée une seconde chaîne, destinée à la science. En 2017, cette chaine atteint le million d'abonnés (4,8 millions en juin 2025). N'ayant pas lui-même de formation scientifique, Dr Nozman fait vérifier les sujets traités par des docteurs, doctorants ou spécialistes tels que Pierre Kerner. Il s'agit de fact-checker chacun des textes.
En 2020, il est invité sur Clique pour une interview Clique TV et sur le plateau de Mouloud Achour. En novembre 2021, Nozman est interviewé par Brut : « Nozman décortique les phénomènes scientifiques ». En octobre 2022, Nozman passe sur GQ pour parler de ses 10 essentiels.
Il présente un programme TV, sur la chaîne « Science et Vie », « Sport Lab avec Dr Nozman », « Les expériences de Dr Nozman ».
Sur TikTok, Dr Nozman lance un compte en japonais où il partage des contenus similaires à ce qu’il peut faire en France. En septembre 2024, Nozman publie une bande-dessinée : Fractale : le grand voyage scientifique.

## Vie personnelle
Dr Nozman est atteint du syndrome de Gilles de La Tourette. Il en parle dans son interview chez CliqueTV et encore sur la chaîne de Dans ton Corps. Ses nombreux tics ont été repérés lors de son enfance à l'école et ce syndrome a contribué à ses échecs scolaires. Il parvient aujourd'hui à contrôler ses tics et à les camoufler. 

## Autres projets - Biome skateboard
En 2018, passionné de skateboard et de culture skate, Nozman lance avec Lydia, passionnée de streetwear et développeuse web, leur marque de sportswear Biome SB, ou « BMSB », liée à la culture skateboard. Une chaîne Youtube « Le Biome Park » voit le jour aussi en 2018 ; en 2022, la chaîne compte plus de 142 000 abonnés.
En 2019, Nozman construit un skatepark accessible uniquement sur invitation. Seuls les membres de l'équipe du Biome, leurs amis et athlètes de l'équipe française pourront y accéder. On y voit défiler Joseph Garbaccio, Aurélien Giraud ou encore Vincent Milou.
En 2021, l'équipe Biome présente et anime le live de Red Bull sur Twitch et Youtube. En 2022, l'équipe Biome présente et anime le contest international de street skate - Far'N High 2022.

## Concepts vidéo
À partir d'avril 2018, Nozman présente une rubrique intitulée « Les expériences du Dr Nozman » sur Science & Vie TV. Il y présente les grandes expériences du milieu scientifique, de façon qu'elles puissent être reproduites facilement. En 2019, le programme tv « Sports Lab » expliquant la science derrière les sports est diffusé. Nozman  s'initie à la géologie en ouvrant des géodes, ce format lui permet d'inviter d'autres célébrités telles que Squeezie, Alexandre Astier, ou encore l'équipe du « Monde à l'envers ».
Dans un format "focus sur la biologie", on peut le voir observer avec des microscopes électroniques des objets du quotidien ou le suivre à la chasse aux nano- et microorganismes.